# Distretto di Khanu Woralaksaburi
Il distretto di Khanu Woralaksaburi (in thailandese: ขาณุวรลักษบุรี) è un distretto (amphoe) della Thailandia, situato nella provincia di Kamphaeng Phet.